# Flaggstång

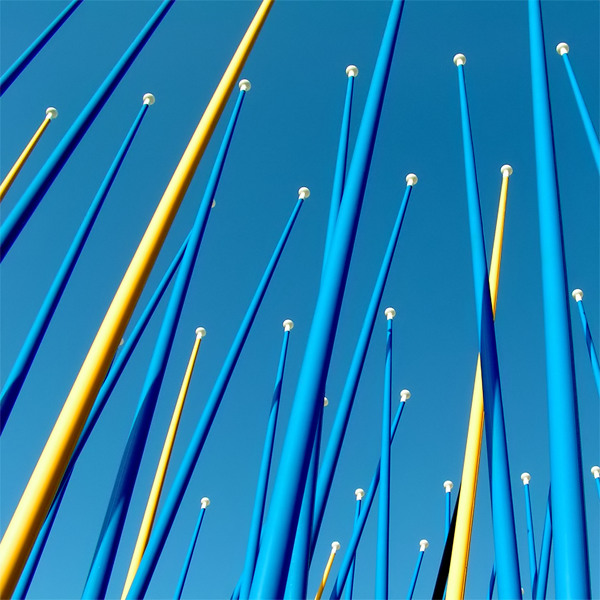
Gula och blå flaggstänger utanför SAAB Arena i Linköping.

Flaggstång är en stång avsedd för upphängning av flagga eller vimpel. En flaggstång tillverkas vanligen av trä eller glasfiber och monteras fast lodrätt på marken.
En fasadflaggstång, även kallad fasadstång, är en mindre flaggstång avsedd att fästas på en fasadvägg eller dylikt.

## Konstruktion
Ursprungligen var flaggstången tillverkad av trä med en skåra längst upp genom vilken flaggstångslinan löper. Numera tillverkas flaggstänger oftast av glasfiber eller trä som limmas till en ihålig flaggstång så att en ventilationskanal bildas i stången. På så sätt eliminerar man risken för fukt och rötproblem i stången. Flaggstänger är oftast vita, men det förekommer också andra färger. Flaggstångslinan används för att hissa och hala ner flaggan.

### Flaggstångsknapen
Flaggstångsknapen kan vara tillverkad av plast, trä eller lättmetall. Den är fäst på flaggstången, cirka 1,40 meter över marknivå. Det finns även flaggstänger med dubbla knapar, där den övre knapen sitter på fyra meters höjd. Man fäster flaggstångslinan i den övre knapen för att obehöriga inte ska kunna hissa eller hala flaggan så enkelt olovandes. Flaggstångsknapen används för att fästa flaggstångslinan i. Moderna flaggstänger saknar idag flaggstångsknap och har istället endast en vev för att hissa och hala flaggan med. Flaggstänger för offentliga platser har dessutom ofta en liten låsbar dörr på stången för att förhindra obehörig användning av flaggstången.

### Flaggstångsknoppen

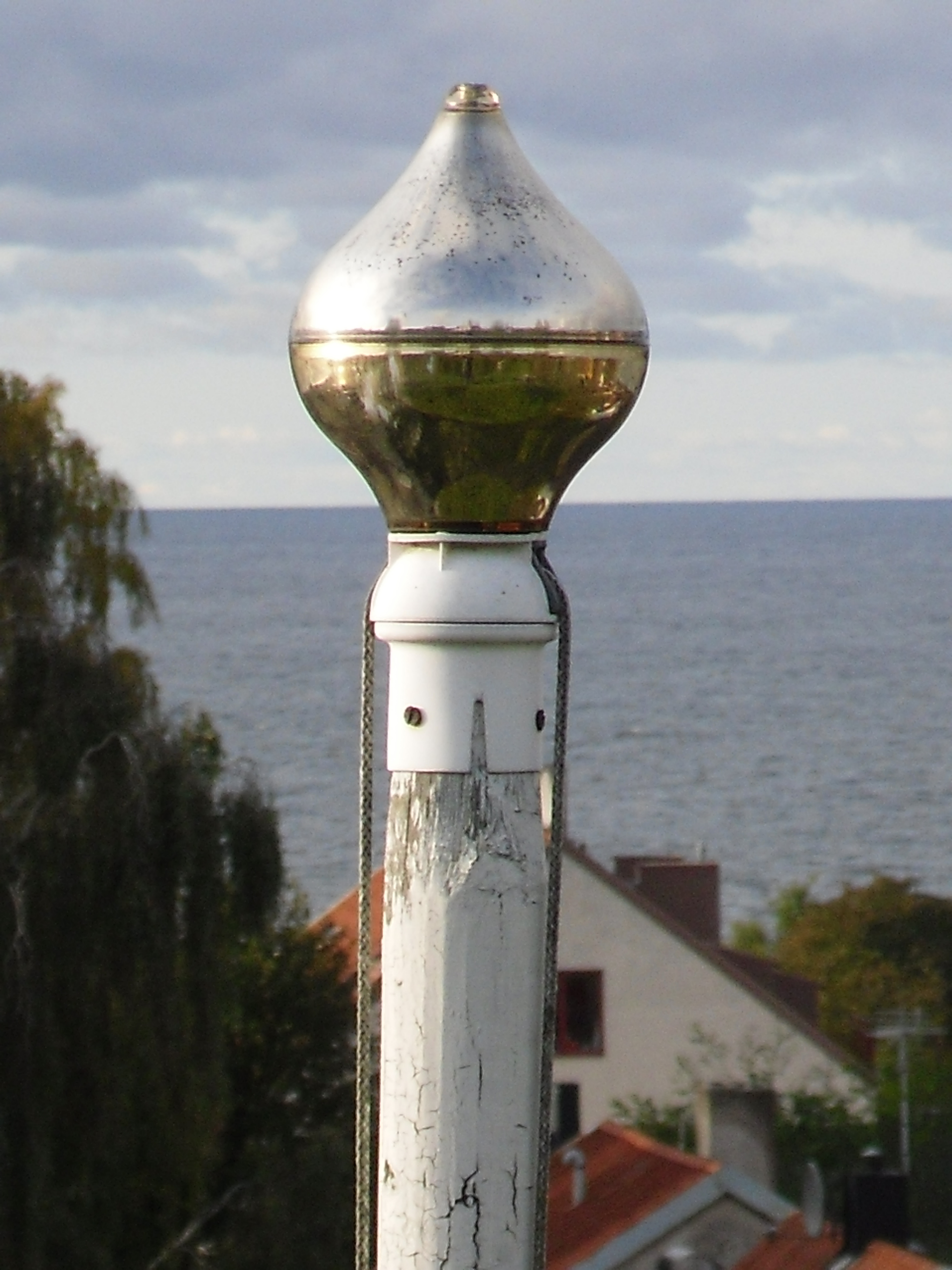
En flaggstångsknopp av svensk modell.

Flaggstångsknopp kallas den knopp som sätts fast i övre delen av en flaggstång. Knoppar finns i olika utföranden och storlekar beroende på flaggstångens längd. Exklusiva flaggstångsknoppar kan vara tillverkade i glas och belagda med bladguld medan enklare varianter är av plast. I Sverige är knoppen normalt droppformad, men i andra länder kan andra former förekomma, till exempel rund eller oval.

### Flaggstångslinan
Flaggstångslinan var ursprungligen gjord av hampa och tillverkad på ett repslageri. Numera används flaggstångslina i spunnen nylon, vilket är mer hållbart. Linan används till att hissa upp flaggan i flaggstången. Längden på en flaggstångslina beräknas genom att ta dubbla längden på flaggstången som linan ska användas till och till detta läggs en säkertslängd på 1-3 meter. Efter upphissad flagga fästes flaggstångslinan med ett dubbelt halvslag på flaggstångsknapen.
Flaggstångslinan sätts på plats innan flaggstången reses och bör för det mesta bytas ut med cirka 10 års mellanrum. Åtgärden sammanfaller ofta med att det också börjar vara dags att tvätta själva flaggstången.

### Höjd på flaggstången
En tredjedel av stången bör vara högre än huset och den bör exponeras mot en lugn bakgrund.

### Storlek på flagga och vimpel
| Stånglängd (m)  | 6,00 | 8,00 | 9,00 | 10,0 | 11,0 | 12,0 | 14,0 |
| Flagglängd (m)  | 1,50 | 2,00 | 2,40 | 2,40 | 3,00 | 3,00 | 3,60 |
| Vimpellängd (m) | 2,00 | 3,00 | 3,00 | 3,00 | 4,00 | 4,00 | 5,00 |

## Rekordflaggstänger
De högsta fristående flaggstängerna i världen är för närvarande (2024):
1. Kairos flaggstång i Egyptens nya huvudstad är sedan 2021 världens högsta fristående flaggstång med sina 201,95 meter.
2. På andra plats kommer flaggstängerna vid Lachta center i Sankt Petersburg i Ryssland som påstås vara 175 meter höga.[2]
3. Jiddas flaggstång var med 171 meter världens högsta tills den förlorade titeln till flaggstången i Kairo år 2021.
4. Den 165 meter höga flaggstången i Dusjanbe i Tadzjikistan, som var världens högsta från 2011 till 2014.
5. Den 162 meter höga flaggstången på nationella flaggtorget i Baku i Azerbajdzjan.

Den flaggstång som Nordkorea reste på toppen av en radiomast i den demilitariserade zonen var med sina 160 meter världens högsta till 2010 då den förlorade titeln till flaggstången i Baku.

### Sverige
- Sveriges äldsta bevarade flaggstång står i Askersby, Värmland.
- Sveriges äldsta bevarade flaggstång restes 1894 i byn Samsta (Sundsjö socken) utanför Östersund, Jämtland.
- Sveriges högsta flaggstång finns i Slagsta i Botkyrka kommun. Stången är 48 meter hög, och flaggan 60 m². [4]